# 소녀 누드 사진집
소녀 누드 사진집(少女ヌード写真集、しょうじょヌードしゃしんしゅう)은 18세 미만의 소녀, 특히 사춘기의 나체를 피사체로 한 사진 작품이다. 일본에서는 1960년대부터 출판되었으나, 1999년의 아동매춘, 아동포르노에 관한 행위 등의 규제 및 처벌 및 아동의 보호 등에 관한 법률의 시행으로 극히 일부를 제외하고 출판·유통이 정지됐다.

## 개요

여성의 태너 척도. 유방의 태너 척도가 V 뿐만 아니라, I-IV의 유방이 노출된 작품도 있었다.

1970년대 초반에 네덜란드나 덴마크에서 포르노가 해금되자 그 서브 장르로 아동 포르노도 출현했으나, 그러한 작품이 소녀와 성인 남성의 성교를 노출한 것이었음에 반해, 일본의 소녀 누드는 기본적으로 나체의 감상에 머물러 있었다. 과거 일본에서는 음모의 묘사를 금지했기에 음모가 없는(음모의 태너 척도에서 음모가 없는 I 혹은 II-IV에서 제모를 한 것) 소녀의 여성기, 이른바 틈은 외설하다고 간주되지 않고, 성적 파트너가 없는 남성에게 있어서는 소녀 누드만이 여성기를 보는 수단이었다. 이로 인해 소아성애증이 없는 남성도 대체품으로 소녀 누드 사진을 얻으려 한 경우도 많았다고 전해진다. 유방의 태너 척도가 V 뿐만 아니라, I-IV의 유방이 노출된 작품도 있었다.

## 역사
1970년대가 일본의 소녀 누드 사진 붐의 개막으로, 그 이전에 존재한 것은 적다. 1943년에 독일어에서 일본어로 번역된 『아이들의 몸과 그 양육』(子供のからだとその養育)과 같은 의학서나 보건 관련 자료를 일부 매니아가
'소녀의 나체를 본다'는 본래 용도 이외의 목적으로 애호했다.

### 1970년대 전반
일본의 소녀 누드 사진집은 1969년, 12세 우메하라 다에(梅原多絵, 구로다 다에(黒田多絵))를 모델로 한 겐모치 가쓰오(剣持加津夫) 촬영 『님펫 12세의 신화』(ニンフェット 12歳の神話)(노벨 쇼보(ノーベル書房))를 효시로 한다. 단 『12세의 신화』(12歳の神話) 그 자체는 로리콘을 의식한 것은 아니다. 자연 속 누드로 자연주의적 감각이 전면으로 나온 에로틱 요소가 적은 것이었다. 본디 겐모치는 낙태 문제, 성교육, 청소년 마약 문제의 전문가로, 전년인 1968년에 노벨 쇼보(ノーベル書房)에서 『성숙으로의 인도: 스웨덴의 성교육』(成熟への導き : スエーデンの性教育)을 출판했듯, 이 사진집은 당초, 성적 대상으로의 소녀라기보다도 어디까지나 성해방이라는 맥락으로 출판된 것이다. 이듬해인 1970년에는 노벨 쇼보(ノーベル書房)에서 『호시 요코 포토·로마네스크 첫사랑 16세』(星 陽子フォト・ロマネスク 初恋十六歳) 오가와 가쓰히사(小川勝久) 촬영이 나왔다.
1971년에는 우메하라 다에에 이어, 11세인 오가미 아즈사(大上亜津佐)를 모델로 해 마이니치 신문에서 후지이 히데키(藤井秀樹, 본명은 秀喜) 촬영의 전면 광고 사진(1971년 10월 29일)이 게재된 것으로 화제로 되었다. 오야마 겐이치로(大山謙一郎) 촬영 사진집 『The Little July』가 얏쿠쇼류샤(ヤック翔龍社)에서 출판됐다. 이 또한 자연주의적인 누드로, 이때 오야마가 한 촬영 장소별 숏을 '주간 여성 자신'(週刊女性自身)(고분샤(光文社)) 1971년 9월 11일호에 '초경 11세'(初潮11才), '겟칸겐다이'(月刊現代)(고단샤) 1971년 11월호에서는 '11세의 님프'(11歳のニンフ)라는 제목으로 그라비아에 게재됐다. 오가미는 나가토모 겐지(長友健二)의 촬영으로 '주간 헤이본 펀치'(週刊平凡パンチ)(헤이본 출판(平凡出版)) 1971년 11월 1일호의 그라비아 '아즈사라는 이름의 꽃이 피다'(亜津佐という名の花が咲く)에서도 등장했다. 더욱이, 마이니치 신문의 의견 광고는 오가미의 누드와 함께 '그녀는 아직 11세. 어떻게 자랄까요. 섹스 섹스 섹스의 세상에서'라는 코멘트가 달려있다. '과잉'이라고 생각된 어른 사회의 성의 범람에 대해 소녀 누드는 이에 저항하는 비(非)'성'의 상징으로 여겨졌다. 어른의 등장은 사회적인 반향을 불렀고, 외의 잡지 등에서도 거론됐다. 나가이 고의 만화 『파렴치 학원』 소동과 함께 '아이들의 성'을 둘러싼 당시의 세태적인 사건으로 되었다.
1973년, 사와타리 하지메(沢渡朔) 촬영 『소녀 앨리스』(少女アリス)(가와데쇼보신샤(河出書房新社))가 출판됐다. 우메하라나 오가미와 같은 자연주의적인 무구함을 드러낸 것과는 이질적인 획기적인 작품이었다. 8세의 모델로, 오디션에서 돌아올 때 키스를 해 합격했다는 금발의 소녀 서맨사 게이츠(Samantha Gates)를 모델로 한 런던 교외에서 촬영된 이 사진집은 루이스 캐롤 『이상한 나라의 앨리스』를 모티브로 한 환상적 분위기 속에서 성적 페티시즘의 대상으로 소녀를 탐미적으로 표현했고, 명작으로 여겨졌다. 시는 다키구치 슈조(瀧口修造)와 다니가와 슌타로(谷川俊太郎)가 썼다. 1979년에 사와타리는 6년 후에 서맨사를 찍은 속편 『ALICE FROM THE SEA 바다에서 온 소녀』(ALICE　FROM　THE SEA　海からきた少女)（가와데쇼보신샤(河出書房新社))를 출판했다.

### 1970년대 후반
이 즈음의 잡지의 그라비아로는 1975년에 '평범한 여자아이'의 소프트 에로티시즘으로 인기가 있었던 시노야마 기신 촬영 잡지 『GORO』(1974년 창간)에서 13세 아시다 가오루(芦田かおる)의 누드와 11세 고에구사 구미(小枝草久美)의 세미누드가 게재됐다(1975년 8월 14일호).
또 '소녀 누드'의 카테고리에 들어가지 않는 것 중에도 1970년대에는 아동의 귀여움을 누드를 포함해 표현한 작품도 있고, 대표적으로는 니시카와 오사무(西川治) 촬영의 일련의 사진 이야기가 있다. 1976년의 『어맨다의 일요일』(アマンダの日曜日)(산리오 출판, 니시카와 오사무(西川治)·사진, 나기타 게이코·글) 등.
1976년 10월을 경계로, 미국의 나체주의자 마을에서 촬영을 한 단체(單體) 소녀 사진집 『모펫』(Nudist Moppets)가 일본에서 유통되기 시작했다. 같은 해부터 1978년에 걸쳐서는 덴마크의 『님프 러버』(Nymph Lovers) 등, 소녀와 성인 남성의 성교를 찍은 더이상 예술이 아닌 명확한 아동 포르노도 종종 일본으로 이입됐다.
비슷하게 1977년, 그때까지 '베누스 74'(Venus 74)(폴란드예술사진가협회(Związek Polskich Artystów Fotografików), 1974년)이나 '세계사진전'(독일 슈테른 주재, 1972년)에서 사진상을 수상해 국제적으로 활약했던 여류 사진가 기요오카 스미코(清岡純子)가 최초 소녀 누드 사진집 『성소녀 Nymph in the Bloom of Life』(聖少女　Nymph in the Bloom of Life)(후지아트 출판(フジアート出版), 후지모토 기이치(藤本義一)·글)를 출판했다. 1979년에는 이에 이어 『들국화와 같은 소녀 성소녀 파트 2』(野菊のような少女　聖少女パート2)(이케다 마스오(池田満寿夫)·글)를 출판했다. 기요오카는 이때부터 1980년대에 걸쳐 매년 사진집을 냈고, 야외 촬영을 특기로 하는 자연주의적인 작풍으로 가장 작품이 많은 소녀 누드 사진가로 되었다.
실질적인 로리콘 붐의 주모자로 된 것은 1979년 1월에 출판된 야마키 다카오(山木隆夫) 촬영 『LITTLE PRETENDERS 작은 새침떼기들』(LITTLE PRETENDERS 小さなおすまし屋さんたち)（밀리언 출판(ミリオン出版)）이다. 전술한 『모펫』과 같은 수입작이 아닌, 5명의 일본인 소녀 모델의 전라를 일본인 카메라맨이 촬영했다는 점에서 『LITTLE PRETENDERS』는 큰 영향을 끼쳤다. 여성기가 노출됐다는 이유로 흥미를 가진 자들이 찾아다녔다고 전해지며, 바로 증쇄됐다. 발행 부수는 20만 부에 달했다. 또, 1977년에 브론즈샤(ブロンズ社)에서 발행된 '12세의 신화'(12歳の神話)의 제3판의 영향도 컸다.

### 1980년대
1980년대는 소녀 누드 작품이 시장의 큰 수요로 되었음이 명확히 의식됐고, 이에 응하기 위해 폭발적으로 공급이 이루어진 시기이다. 100개 이상의 소녀 누드 사진집이 이 시기에 발매됐다. 대표 예시로는, 서양인 소녀를 모델로 해 25만 부의 매상을 올린 『프티페: 유럽의 작은 요정들』(プティフェ: ヨーロッパの小さな妖精たち)(1979년)부터 『사랑의 요정 소피』(愛の妖精ソフィ)（1980년), 더욱이 모리 마리(森茉莉)가 글을 쓴 『요정 소피』(妖精ソフィ)（1981년)에 이르는 이시카와 요지(石川洋司)의 작품군이 있다. 13세임에도 불구하고 글래머러스한 미소녀로 알려진 하나사키 마유(花咲まゆ)를 모델로 한 『바닷바람의 소녀』(潮風の少女)(1982년), 데즈카 사토미(手塚さとみ)의 팬이 착각해 사려고 했다고 전해지는 『사토미 10세의 신화』(さとみ 十歳の神話)(1983년), 『마음의 색』(心のいろ), 『너는 반짝』(君はキラリ), 『이상한 나라의 소녀 하야미 유카』(不思議の国の少女 早見裕香)의 '에이치 출판 3부작'(英知出版3部作)(전부 1984년), 좋은 품질로 규모도 큰 기요오카 스미코(清岡純子)의 『프티 토마토』(プチトマト)시리즈가 있다. 아이다 가로(会田我路), 곤도 마사요시(近藤昌良) 등의 많은 작품을 낸 메이저한 사진가도 이 분야에 참가했다.
1980년대는 전문지가 융성한 시대이기도 하다. 일본 사상 첫 전문지 『소녀 앨리스』(少女アリス)는 80년 창간이다. 이에 포르노 잡지 『Hey!Buddy』가 호응하는 형태로 82년 4월부터 로리콘 노선으로 바꿨고, 붐의 과열을 부추겼다. 이후 82년 『소녀 체험』(少女体験), 『앨리스』(ありす), 83년 『앨리스 클럽』(ありす倶楽部), 『밀크』(みるく), 『CANDY』, 84년 『로리콘 HOUSE』(ロリコンHOUSE), 『로리 클럽』(ロリくらぶ), 85년 『님프 러버』(にんふらばあ)로 이어졌다.
특히 『Hey!Buddy』에서는 투고 잡지의 선구자라는 일면도 있으며, 그라비아 게재에 그치지 않고 독자가 투고한 사진의 페이지도 충실했다. 그러나 그 내용으로는 대상을 그늘로 데리고 가서 촬영한 '소녀 장난 사진'(少女いたずら写真) 코너와 같이 명백한 범죄 행위까지도 포함돼있고, 거의 뭐든 괜찮다는 상태였다. 별책의 투고 사진집 『소녀 앵글』(少女アングル)이 당국으로부터 경고를 받았고, 비슷하게 증간 『로리콘 랜드』(ロリコンランド)가 발매 금지 처분으로 되었으며, 본지는 1985년 11월호로 폐간으로 되었다.
이와 같이 소녀 누드의 존재는 소아성애적인 남성의 수요와 밀접히 연결돼, 외설 표현의 면으로, 그리고 아동 학대나 흉악 범죄 등의 일탈로 이어지는 가능성의 면으로 사회적인 비판이나 개입을 불러일으켰고, 몇 개의 아동복지법 위반에 의한 검거나 외설 그림으로의 규제 압력을 피할 수 없게 되었다. 예를 들면 1985년에는 '유녀의 틈도 성기이다'라는 것으로 잡지가 적발되는 사안이, 1986년에는 뉴욕주에서 일본제 소녀 누드 사진집이 적발되는 사태가 각각 발생했다. 이후 87 업계 내외의 비난이 급격히 강해지게 되었다. 그리고 1987년, 『프티 토마토 42』(プチトマト42)가 일본 경시청으로부터 적발되어 공판되는 소녀 누드 사진집에 대해서도 성기를 검열하게 되었다. '프티 토마토'의 최신호에 여러 외설적인 신이 게재되는 것이 파악되자 경시청 보안 1과는 발행처인 출판사를 외설 그림 판매 용의로 가택 수사를 시작했다. '프티 토마토'는 정규 대리점을 거쳐 일반 서점에 들어가는 '공판 출판물'로, 약 2만 부가 발행되었기에 경시청은 일본 경찰청을 통해 일본 전국 도도부현 경찰에 점포 앞에서 회수를 요구하는 이례적인 지시를 내렸다.(요미우리 신문 1987년 1월 31일)
이러한 전개에는 도쿄·사이타마 연속 유아 유괴 살인 사건의 영향도 컸다고 할 수 있다. 그러나 다카쿠와 쓰네히로(高桑常寿)의 말을 빌리면 '소녀의 사진은 범죄성이 있다고 들었지만, 결국 아동복지법 밖에 법률이 없다'라는 것이 당시의 상황이었고, 본격적인 금제가 깔린 것은 90년대에 되어서이다.
더욱이 다니구치 레이(谷口玲)의 설에 따르면 '로리콘 만화'라는 공통항에서 실사파 로리콘과 느슨하게 연대했던 캐릭터 애호파 오타쿠가 트랜지스터 글래머(トランジスターグラマー, 몸집이 작아도 육체적으로 매력 있는 여성)로의 캐릭터 묘사 풍조가 옮겨짐과 함께 소녀 누드로부터 멀어져간 것도 업계 쇠퇴의 한 원인으로 추정된다.

### 1990년대
인기가 시들해진 소녀 누드 사진집은 1990년대로 들어가자 인기가 다시 오르기 시작했고, 제2차 로리콘 붐이 도래했다. 1988년 12월에 창간한 전문지 『앨리스 클럽』(アリスクラブ)은 발행 8만 부를 기록했다. 이미 신작의 성기 노출은 허용되지 않았기에 무수정 시절 잡지나 사진집은 고가로 거래되었다.
리키타케 야스시(力武靖)가 약 10년간 계속 촬영한 모델 니시무라 리카(西村理香)가 인기를 얻어 사진집이 베스트셀러로 되었다. 1994년에 다카하시 쇼켄(高橋生建)이 다케쇼보 '신센구미'(新鮮組) 증간으로 『미소녀 기행』(美少女紀行)을 간행했고, 지역마다 총특편 MAX도 나왔다.
1999년에 아동매춘, 아동포르노에 관한 행위 등의 규제 및 처벌 및 아동의 보호 등에 관한 법률이 시행되어 아동(18세 미만)의 나체 형상을 서적, 인터넷 등을 통해 배포하는 행위가 금지되었다. 이에 따라 소녀 누드 사진집의 신규 출판은 불가능해졌다.

### 2000년 이후
2005년 봄, 국립국회도서관 장서 『기요오카 스미코 사진집 Best Selection!』(清岡純子写真集 Best Selection!)이 아동 포르노로 인정돼 열람 불가능으로 되었다. 그 이후도 아동 포르노 혐의가 있는 자료가 선정되며, 2006년 4월 1일부로 해당 도서관 소장 소녀 누드 사진을 포함한 자료의 수백 점이 아동 포르노로 열람 불가능하게 되었다.

## 사진집 목록(사진가별)

### 이시카와 요지
- les Petites Fees 프티페 유럽의 작은 요정들(les Petites Fees プチフェ ヨーロッパの小さな妖精たち)(이와나미 기획(岩波企画)) 1979년 11월
- 이시카와 요지 사진집 소녀(石川洋司写真集 少女)(미키 쇼보(三樹書房)) 1979년 12월
- poupee 푸페 장난치는 소녀들(poupee プーペ 戯れる少女たち)(세분샤(世文社)) 1980년(재간행: 종합도서(綜合図書) 1999년)
- 사랑의 요정 소피 이시카와 요지 사진집(愛の妖精ソフィ 石川洋司写真集)(미키 쇼보(三樹書房)) 1980년 5월
- 요정 소피 이시카와 요지 사진집(妖精ソフィ 石川洋司写真集) 모리 마리(森茉莉)·글(마이니치 신문) 1981년 6월 카메라 마이니치(カメラ毎日) 별책·카메라 마이니치 창간 27주년 기념
- 소녀 이야기: 이시카와 요지판(少女物語 : 石川洋司版) 1984년 9월
- DE DOS 이시카와 요지 프라이베이트 포토 뒤에서…(石川洋司プライベートフォト うしろから…)(다이내믹 셀러스(ダイナミックセラーズ)) 1982년 1월
- 아직, 소녀: 낸시와 푸른 눈동자의 천사들(まだ、少女 ：ナンシーと青い瞳の天使たち)(다쓰미 무크(タツミムック) 56) 1982년 11월
- 사랑하는 나디아 이시카와 요지 사진집(愛しのナディア 石川洋司写真集)(스루가다이 쇼보(駿河台書房)) 1985년 3월
- 바네사 이나즈마 이시카와 요지 사진집(ヴァネッサ稲妻 石川洋司写真集)(스루가다이 쇼보(駿河台書房)) 1985년 1월
- 사랑의 요정 소피 이시카와 요지 사진집(愛の妖精ソフィ 石川洋司写真集)(스루가다이 쇼보(駿河台書房)) 1985년 1월
- 소피 그래피티 이시카와 요지 사진집(ソフィー・グラフィティー 石川洋司写真集)(다이리쿠 쇼보(大陸書房)) 1987년 10월
- 레티시아 유희 이시카와 요지 사진집(レティシア遊戯 石川洋司写真集)(스루가다이 쇼보(駿河台書房)) 1984년 12월
- 소피 16세의 청춘 이시카와 요지 사진집(ソフィ16歳の青春 石川洋司写真集)(스루가다이 쇼보(駿河台書房)) 1984년 11월
- les Petites Fees 프티페 유럽의 작은 요정들 복각판(les Petites Fees プチフェ ヨーロッパの小さな妖精たち 復刻版) 1992년 11월
- 누 25주년 기념 이시카와 요지 사진집(ヌー 25周年記念石川洋司写真集)(가제 쇼보(風雅書房)) 1993년 6월
- 프라이베이트 룸 20 이시카와 요지 사진집(プライベートルーム20　石川洋司写真集)(북맨샤(ブックマン社)) 1994년 4월
- 애인 이시카와 요지 사진집(愛人 石川洋司写真集)(가제 쇼보(風雅書房))
- 프라이베이트 룸 21 유럽(プライベートルーム21ヨーロッパ)(북맨샤(ブックマン社))
- 소녀 신화 소피(少女神話ソフィー)(북맨샤(ブックマン社)) 1994년 11월
- 아직, 소녀: 낸시와 푸른 눈동자의 천사들(まだ、少女　：ナンシーと青い瞳の天使たち)(다쓰미 출판(辰巳出版)) 1995년 신판
- 소녀 S: 소피와 비밀의 정원의 천사들(少女S ：ソフィーと秘密の園の天使たち)(다쓰미 출판(辰巳出版)) 1995년 신판
- 소녀의 꿈: 베라와 마지막 낙원의 천사들(少女の夢 ：ヴェラと最後の楽園の天使たち)(다쓰미 출판(辰巳出版)) 1995년 신판
- 시 소녀(詩 少女) 나카노 유키(中野佑紀)·글(다카 쇼보(鷹書房)) 1992년 5월

### 시노야마 기신
- Santa Fe(산타 페) 미야자와 리에 사진집 시노야마 기신 촬영(아사히 출판사(朝日出版社)) 1991년
- 신화 소녀(神話少女) 구리야마 지아키 사진집 시노야마 기신 촬영 나카모리 아키오(中森明夫)·글(신초샤) 1997년

### 노무라 세이이치
- 여름의 여동생(夏の妹) 아사노 아이코(浅野愛子) 사진집 노무라 세이이치(野村誠一) 촬영(학연) 1987년

### 오토모 쇼에쓰
- 에미짱의 여름 방학(えみちゃんの夏休み) 히로세 에미(広瀬絵美) 사진집(서클샤(さーくる社))
- 레오나의 숲(レオナの杜) 레오나(レオナ)(1998년 1월 10일, 엠에스피(エムエスピー))
- 푸른 레오나(碧きレオナ) 레오나(レオナ)（1998년 5월 10일, 엠에스피(エムエスピー))
- 아이가 아닌걸(こどもじゃないモン) 네모토 시노부(根本しのぶ)(시티 출판(シティ出版) 1984)

### 오부치 시즈키(오마이치 시즈키)
- 백야의 소녀 티나 오마이치 시즈키(白夜の少女ティナ 大舞地静樹)(도쿠마 쇼텐) 1980년 3월
- 소녀를 찍다 오부치 시즈키(少女を撮る 大淵静樹)(이치반칸쇼보(壱番館書房)) 1981년 10월
- 미소 짓는 소녀 오부치 시즈키(微笑む少女 大淵静樹)(다이내믹 셀러스(ダイナミックセラーズ)) 1982년
- 필촬 여자의 촬영법 오부치 시즈키(必撮おんなの撮法 大淵静樹)(니혼게이주츠 출판사(日本芸術出版社)) 1981년 10월(샤걸 시도자 시리즈(写ガール仕掛人シリーズ))
- 요정의 꿈 오마이치 시즈키(妖精の夢 大舞地静樹)(이치반칸쇼보(壱番館書房)) 1982년 11월
- 요정 전설 La, Legend De Fees 유럽의 천사들 오마이치 시즈키(妖精伝説　La、Legend De Fees ヨーロッパの天使たち　大舞地静樹)(밀리언 출판(ミリオン出版)) 1983년 10월
- 소녀 전설 DIE SAGENHAFTE MADCHEN 오마이치 시즈키(少女伝説 DIE SAGENHAFTE MADCHEN　　 大舞地静樹)(밀리언 출판(ミリオン出版)) 1983년(밀리언 무크(ミリオンムック))
- 로리콘 THE 월드 오부치 시즈키 유럽 찍고 다니기·24명의 미처녀가 만재(ロリコン THE ワールド　大渕静樹　欧州撮り歩き・24人の美処女が満載)(미와 출판(三和出版)) 1984년 1월
- 꿈 인형 오부치 시즈키 소녀 사진집(夢人形　大渕静樹少女写真集)(이치반칸쇼보(壱番館書房)) 1984년
- 푸른 과실 Ange de proposer 오부치 시즈키(青い果実 Ange de proposer 大渕静樹)(이치반칸쇼보(壱番館書房))(로라 10세, 마리아 11세, 티지아나 10세, 크리스티나 15세, 체리오니 9세) 1981년 1월
- 오늘밤은 혼자 사진은 외설적인게 재밌다(今夜はひとり 写真は猥褻なのが面白い)(와니노혼(ワニの本))　1984년 성인 여성이 메인이지만, 수 페이지에 걸쳐 무수정의 백인 소녀 사진이 존재한다.

### 미와타리 신페이
- 함께 놀자!(いっしょに遊ぼ！) 고구레 지에(小暮千絵)(피라미드샤(ピラミッド社)) 1991년

### 기즈 사토시
- 몽소녀 러시아 미소녀 기즈 사토시 사진집(夢少女　ロシア美少女　木津智史写真集)(후지미 출판(富士見出版)) 1997년
- 자매 러시아 미소녀 기즈 사토시 사진집(姉妹　  ロシア美少女　木津智史写真集)(후지미 출판(富士見出版)) 1998년
- 애소녀 러시아 미소녀 기즈 사토시 사진집(愛少女  ロシア美少女　木津智史写真集)(후지미 출판(富士見出版)) 1998년
- 미소녀 러시아 미소녀 기즈 사토시 사진집(微少女  ロシア美少女　木津智史写真集)(후지미 출판(富士見出版)) 1998년
- 미소녀 러시아 미소녀 기즈 사토시 사진집(魅少女  ロシア美少女　木津智史写真集)(후지미 출판(富士見出版)) 1998년
- 여소녀 러시아 미소녀 기즈 사토시 사진집(麗少女  ロシア美少女　木津智史写真集)(후지미 출판(富士見出版)) 1998년
- 순소녀 전설 러시아 미소녀 기즈 사토시 사진집(純少女伝説  ロシア美少女　木津智史写真集)(후지미 출판(富士見出版)) 1999년
- 성소녀 전설 러시아 미소녀 기즈 사토시 사진집(聖少女伝説  ロシア美少女　木津智史写真集)(후지미 출판(富士見出版)) 1999년

### 기요오카 스미코

#### 사진집
- 애장판 기요오카 스미코 사진집(愛蔵版清岡純子写真集)(종합도서(綜合図書)) 1998년 11월
- 기요오카 스미코 작품집(清岡純子作品集)(다쓰미 출판(辰巳出版)) 1993년 3월
- 기요오카 스미코 사진집(清岡純子写真集)(다쓰미 출판(辰巳出版)) 1992년 10월
- 천사의 비밀(天使のひみつ)(다쓰미 출판(辰巳出版)) 1988년 11월
- 프티 프레시(プチ・フレッシュ)(다이내믹 셀러스(ダイナミックセラーズ) 1986년 9월
- 마이 러블리(マイ・ラブリィ)(다이내믹 셀러스(ダイナミックセラーズ)) 1985년 9월
- 장난꾸러기 천사(いたずら天使)(다쓰미 출판(辰巳出版)) 1983년 7월
- 기요오카 스미코의 소녀 사진관 소녀의 시(清岡純子の少女写真館 　少女の詩)(다이내믹 셀러스(ダイナミックセラーズ)) 1982년 1월
- 기요오카 스미코의 소녀 사진술 춤추는 소녀(清岡純子の少女写真術 　舞う少女)(다이내믹 셀러스(ダイナミックセラーズ)) 1981년 10월
- 프티 레이디(プチ・レディ)(다이내믹 셀러스(ダイナミックセラーズ)) 1983년 7월
- 백장미원 PART-5(白薔薇園PART-5)(오쓰카 컬러 현상소 출판부(大塚カラー現像所出版部)) 1982년 6월
- 백장미원 PART-4(白薔薇園PART-4)(오쓰카 컬러 현상소 출판부(大塚カラー現像所出版部)) 1982년 1월
- 백장미원 PART-3(白薔薇園PART-3)(오쓰카 컬러 현상소 출판부(大塚カラー現像所出版部)) 1981년 10월
- “백장미원(白薔薇園)”. PART-2. 오쓰카 컬러 현상소 출판부(大塚カラー現像所出版部). 1981년 7월 25일.
- 백장미원 PART-1(白薔薇園PART-1)(오쓰카 컬러 현상소 출판부(大塚カラー現像所出版部)) 1981년 4월
- 아아·소녀(ああ・少女)(기요오카 스미코 기획실(清岡純子企画室)) 1980년 5월
- 성소녀는 지금(聖少女は今)(후지아트 출판(フジアート出版)) 1983년 11월
- 《나는 '마유' 13세(私は「まゆ」13歳)》 초판. 후지아트 출판(フジアート出版). 1982년 9월 20일. ISBN 9784828902920.
- 바닷바람의 소녀(헤이세이판)(潮風の少女（平成版）)(후지아트 출판(フジアート出版)) 1991년 10월
- 리마의 소녀 성소녀 파트 6(リマの少女 聖少女パート6)(후지아트 출판(フジアート出版)) 1983년 7월
- 《바닷바람의 소녀(潮風の少女)》. 성소녀 PART V(聖少女 PART V). 후지아트 출판(フジアート出版). 1982년 2월 19일. ISBN 9784828902913. OCLC 673370984.
- 춤·소녀 성소녀 파트 4(舞・少女 聖少女パート4)(후지아트 출판(フジアート出版)) 1981년 3월
- 개와 소녀 성소녀 파트 3(犬と少女 聖少女パート3)(후지아트 출판(フジアート出版)) 1980년 3월
- 들국화와 같은 소녀 성소녀 파트 2(野菊のような少女 聖少女パート2)(후지아트 출판(フジアート出版)) 1979년 4월
- 성소녀(聖少女)(후지아트 출판(フジアート出版)) 1977년 10월

#### 잡지
프티 토마토 시리즈(プチトマト・シリーズ)(다이내믹 셀러스(ダイナミックセラーズ)) 1982-87년
- 프티 토마토 42 기요미(プチトマト42  きよみ) 1987년 1월 31일
- 프티 토마토 41 구미(プチトマト41  久美) 1986년 12월 30일
- 프티 토마토 40 리에(プチトマト40  理絵) 1986년 11월 30일
- 프티 토마토 39 유미코(プチトマト39  弓子) 1986년 10월 30일
- 프티 토마토 38 아야코 가요코(プチトマト38  綾子 加世子) 1986년 9월
- 프티 토마토 37 아야코(プチトマト37  綾子) 1986년 8월 31일
- 프티 토마토 36 아야코 가요코(プチトマト36  綾子 加世子) 1986년 7월
- 프티 토마토 35 미사코(プチトマト35  美佐子) 1986년 6월
- 프티 토마토 34 지구사 유카리 기요미 나쓰코(プチトマト34  ちぐさ 由香里　きよみ なつこ) 1986년 5월
- 프티 토마토 33 지구사 유카리(プチトマト33  ちぐさ 由香里) 1986년 4월 30일
- 프티 토마토 32 기요미 나쓰코(プチトマト32  きよみ なつこ) 1986년 3월 31일
- 프티 토마토 31 유카리 가요코(プチトマト31  由香里 加世子) 1985년 12월 25일
- 프티 토마토 30 미호 마사미 크리스티나(プチトマト30  美保 雅美　クリスチーナ) 1985년 10월
- 프티 토마토 29 가오루(プチトマト29  薫) 1985년 5월 25일
- 프티 토마토 28 아키코(プチトマト28  明子) 1985년 4월 25일
- 프티 토마토 27 유카리(プチトマト27  由香里) 1985년 3월 25일
- 프티 토마토 26 미키 마코(プチトマト26  ミキ マコ) 1985년 2월 25일
- 프티 토마토 25 미사코 시노(プチトマト25  美佐子 志乃) 1985년 1월 25일
- 프티 토마토 24 노리코(기요미)(プチトマト24  典子（きよみ）) 1984년 12월 25일
- 프티 토마토 23 구미 로리언트(プチトマト23  久美 ロリアント) 1984년 11월 25일
- 프티 토마토 22 가요코 테레사 마르가리타(プチトマト22  加世子 テレサ　マルガリータ) 1984년 10월
- 프티 토마토 21 유리 크리스티나(プチトマト21  由利 クリスチーナ) 1984년 9월 10일
- 프티 토마토 20 나오미 지에코 크리스티나 산드라 헬렌(プチトマト20  直美 チエコ　クリスチーナ　サンドラ　ヘレン) 1984년 7월
- 프티 토마토 19 노미 리카 나자 테레사 에바(プチトマト19  乃美 リカ　ナージャ　テレサ　エヴァ) 1984년 6월
- 프티 토마토 18 기쿠코 다카 게이코 소노 유키코(아야코)(プチトマト18  菊子 高桂子　園夕喜子（綾子）) 1984년 5월 25일
- 프티 토마토 17 마유 헬렌 산드라 리리앙(プチトマト17  まゆ ヘレン　サンドラ　リリアン) 1984년 3월 25일
- 프티 토마토 16 마리(미호) 마사미(プチトマト16  万里（美保） 雅美) 1984년 2월 25일
- 프티 토마토 15 요코(プチトマト15  洋子) 1984년 1월 25일
- 프티 토마토 14 가오루(プチトマト14  薫) 1983년 12월 30일
- 프티 토마토 13 안나 카트리나 메리(プチトマト13  アンナ カテリーナ メアリー) 1983년 11월
- 프티 토마토 12 마리(미호) 마사미(プチトマト12  万里（美保） 雅美) 1983년 9월 30일
- 프티 토마토 11 케일리 컬처(プチトマト11  ケイリ カールチャ) 1983년 8월 25일
- 프티 토마토 10 마키코 유코 마사미(プチトマト10  真紀子 裕子　雅美) 1983년 7월 25일
- 프티 토마토 9 지에코 일라이자(プチトマト9  チエコ イライザ) 1983년 6월 25일
- 프티 토마토 8 에미(와카쓰키 마리) 소노 쓰키코 소노 하나코 가미조 리쓰코(プチトマト8  恵美（若月万里） 園津季子　園覇奈子　上条律子) 1983년 5월
- 프티 토마토 7 실비 앤 크리스 신디 롤라(プチトマト7  シルヴィ アン　クリス　シンディ　ローラ) 1983년 4월
- 프티 토마토 6 가오루 노미(プチトマト6  薫 乃美) 1983년 3월 25일
- 프티 토마토 5 엘리자베스 로자(プチトマト5  エリザベス　ローザ) 1983년 2월
- 프티 토마토 4 요코 미사 유카 나쓰코 유미(プチトマト4  洋子 美紗　由香　夏子　裕美) 1983년 1월 25일
- 프티 토마토 3 테레사 에바(プチトマト3  テレサ エヴァ) 1982년 12월 25일
- 프티 토마토 2 나오미 히데미(プチトマト2  直美 秀美) 1982년 11월 25일
- 프티 토마토 1 모리스 나자 타냐(プチトマト1  モリス　ナージャ タニア) 1982년 10월
- 별책 프티 토마토 3 아야코(別冊プチトマト3  綾子) 1985년 7월 30일
- 별책 프티 토마토 2 하나사키 마유(別冊プチトマト2  花咲まゆ) 1985년 6월 30일
- 별책 프티 토마토 1 소녀와 전차 나가와 도키코&74식 중전차(別冊プチトマト1 少女と戦車  名川登紀子&74式中戦車) 1985년 1월
- 별책 프티 토마토 15세 크리스티나 크리스티나(別冊プチトマト 15歳クリスチーナ  クリスチーナ) 1984년 7월

프레시 프티 토마토 시리즈(フレッシュ・プチトマト・シリーズ)(다이내믹 셀러스(ダイナミックセラーズ)) 1988-1990년
- 프레시 프티 토마토 22 리에(フレッシュプチトマト22  理絵) 1990년 5월
- 프레시 프티 토마토 21 로리언트(フレッシュプチトマト21  ロリアント) 1989년 8월
- 프레시 프티 토마토 20 히사코(フレッシュプチトマト20  ひさこ) 1989년 7월
- 프레시 프티 토마토 19 크리스티나(フレッシュプチトマト19  クリスチーナ) 1989년 6월
- 프레시 프티 토마토 18 리에(フレッシュプチトマト18  理絵  1989년 5월
- 프레시 프티 토마토 17 미사코(フレッシュプチトマト17  美佐子) 1989년 5월 1일
- 프레시 프티 토마토 16 마사미(フレッシュプチトマト16  雅美) 1989년 4월 1일
- 프레시 프티 토마토 15 미호(フレッシュプチトマト15  美保) 1989년 3월 31일
- 프레시 프티 토마토 14 유카리(フレッシュプチトマト14  由香里) 1989년 2월 28일
- 프레시 프티 토마토 13 아야코(フレッシュプチトマト13  綾子) 1989년 2월 28일
- 프레시 프티 토마토 12 리에(フレッシュプチトマト12  理絵) 1989년 1월 30일
- 프레시 프티 토마토 11 유미코(フレッシュプチトマト11  弓子) 1989년 1월 30일
- 프레시 프티 토마토 10 아야코 가요코(フレッシュプチトマト10  綾子 加世子) 1988년 12월
- 프레시 프티 토마토 9 가요코(フレッシュプチトマト9  加世子) 1988년 12월 30일
- 프레시 프티 토마토 8 아야코 가요코(フレッシュプチトマト8  綾子 加世子) 1988년 11월
- 프레시 프티 토마토 7 유미코(フレッシュプチトマト7  弓子) 1988년 11월 30일
- 프레시 프티 토마토 6 가오루(フレッシュプチトマト6  薫) 1988년 10월 26일
- 프레시 프티 토마토 5 미호 마사미(フレッシュプチトマト5  美保 雅美) 1988년 10월
- 프레시 프티 토마토 4 리에(フレッシュプチトマト4  理絵) 1988년 9월
- 프레시 프티 토마토 3 마유(フレッシュプチトマト3  まゆ) 1988년 9월
- 프레시 프티 토마토 2 가요코(フレッシュプチトマト2  加世子) 1988년 8월
- 프레시 프티 토마토 1 유카리(フレッシュプチトマト1  由香里) 1988년 8월

### 곤도 마사요시(호시노 마사요시)
- Little Angels -소녀의 시- 곤도 마사요시 사진집(Little Angels - 少女の詩 -　近藤昌良写真集)(요분샤(世文社)) 1980년
- 바람 속 소녀 사이토 리에·하세가와 히토미·세키타 유키·고우치야마 후미코(風の中の少女  斉藤リエ・長谷川ひとみ・せきた由紀・河内山史子)(셀프 출판(セルフ出版)) 1981년
- 우치야마 리에: 제멋대로 앨리스의 혼잣말(内山梨絵 : わがままアリスのひとりごと)(가사쿠라 출판사(笠倉出版社)) 1982년 6월(소녀 문고(少女文庫))
- Kaoruko: 다나카 가오루코, 6세부터 10세까지의 프로필(Kaoruko ：田中薫子、6才から10才までのプロフィール )(밀리언 출판(ミリオン出版)) 1982년 9월(밀리언 무크(ミリオン・ムック))
- 사춘기(思春期)(가사쿠라 출판사(笠倉出版社)) 1982년 9월(롤리타 사진 문고(ロリータ写真文庫))
- 소녀 스냅술(少女スナップ術)(엔드리스 기획(エンドレス企画)·뱌쿠야 쇼보(白夜書房)) 1982년 2월
- 여름의 소녀들: 곤도 마사요시 사진집(夏の少女たち : 近藤昌良写真集)(뱌쿠야 쇼보(白夜書房)) 1982년 5월
- 12세의 모래시계 야마조에 미즈키(12歳の砂時計　山添みづき)(군유샤 출판(群雄社出版)) 1983년 6월
- 야마조에 미즈키 13세 롤리타 아이돌 아직 사랑은 하지 않는다(山添みづき13歳 ロリータ・アイドル まだ愛はしらない)(미와 출판(三和出版)) 1984년
- 야마조에 미즈키 14세 롤리타 아이돌 2(山添みづき14歳 ロリータ・アイドル2)(미와 출판(三和出版)) 1985년
- 야마조에 미즈키 15세 롤리타 아이돌 3(山添みづき15歳 ロリータ・アイドル3)(미와 출판(三和出版)) 1986년
- 야마조에 미즈키 15세: 야마조에 미즈키 사진집(山添みづき15歳 : 山添みづき写真集)(미와 출판(三和出版)) 1987년 11월(산와 무크(サンワ・ムック))
- 롤리타 프렌드 호화판 소녀 사진집 초등학교 4학년부터 중학교 3학년까지 미소녀 16명이 벗었다 곤도 마사요시, 아오야마 시즈오, 오카베 신조 외 촬영(ロリータ・ふれんど 豪華版少女写真集　小学4年から中学3年まで美少女16人が脱いだ　近藤昌良、青山静男、岡部信三ほか撮影)(미와 출판(三和出版)) 1984년
- 애매한 연륜: 스기우라 메이(あいまいな年輪 ：杉浦芽衣)(신코샤(心交社)) 1993년 4월(초경 이야기 시리즈(初花物語シリーズ) 1)
- 나미카와 유이 작은 두근거림(海川結衣 小さなときめき)(신코샤(心交社)) 1993년 11월
- 안도 미키 부드러운 결실(安藤美希 柔らかな実り)(신코샤(心交社)) 1993년 5월
- 좋아하는 걸!: 니시다 사오리 사진집(好きなんだもん！ : 西田さおり写真集)(신코샤(心交社)) 1995년 7월
- 미소녀 아이돌: 하기오 유카리 사진집(美少女アイドル : 萩尾ゆかり写真集)(미와 출판(三和出版)) 1985년 8월 15일
- 곤도 마사요시 사진집 아리사 13세·사춘기 왕성(近藤昌良写真集 亜里沙 13歳・思春期盛り)(뱌쿠야 쇼보(白夜書房)) 1987년 7월 15일
- 곤도 마사요시 [미소녀 아이돌] 전촬영 후타고자 후지노 요시미·후지노 에쓰미 13세(近藤昌良[美少女アイドル]全撮影　双子座 藤野佳美・藤野悦美 13歳)(쇼넨 출판사(少年出版社)) 1987년 6월 15일
- 아사오카 시오리 사진집 애처로운 계절(朝岡しおり写真集 いたいけな季節)(신코샤(心交社)) 아사오카 시오리(朝岡しおり) 1993년 7월

### 사이몬 히로미(히로미 월드론)
- 나나코·14세(奈々子・14歳)
- 나나코·15세(奈々子・15歳)
- 모리야마 미쿠·퍼스트 메시지(12세)(森山ミク・ファーストメッセージ（12歳）)
- 구라하시 노조미·13세(倉橋のぞみ・13歳)
- 구라하시 노조미·14세(倉橋のぞみ・14歳)
- 구라하시 노조미·라스트 메시지(15세)(倉橋のぞみ・ラストメッセージ（15歳）)
- 이상한 나라의 소녀 하야미 유카 사진집(不思議の国の少女 早見裕香写真集)(에이치 출판(英知出版)) 1984년 6월 15일
- 마리안 사이몬 히로미 사진집 마리안 월드론(マリアン 彩紋洋実写真集 マリアン・ウォルドロン) 1993년 12월
- French Kids 마리안 11세의 궤적 마리안 월드론(French Kids マリアン11歳の軌跡 マリアン・ウォルドロン) 1994년 11월
- 마드모아젤 마리안 마리안 월드론(マドモアゼル・マリアン マリアン・ウォルドロン) 1995년 3월

### 아야코 파크스
- My Fairy 마이 페어리: 샌클레멘테의 소녀들(My Fairy マイフェアリ：サンクレメンテの少女たち)(다케쇼보) 1981년

### 야마키 다카오
- LITTLE PRETENDERS 작은 새침떼기들 Hiromi Yoko Yukie Yumiko Mayumi(LITTLE PRETENDERS 小さなおすまし屋さんたち Hiromi Yoko Yukie Yumiko Mayumi)(밀리언 출판(ミリオン出版)) 1979년
- LITTLE PRETENDERS Forever 리틀 프리텐더스 포에버(LITTLE PRETENDERS Forever リトルプリテンダーズ・フォーエバー)(밀리언 출판(ミリオン出版)) 1982년 8월

### 리키타케 야스시
리키타케 야스시 명의에 대해서는 리키타케 야스시를 참조.

### 옴니버스·기타

#### 롤리타 사진 문고 가사쿠라 출판사 1982년
- 『사춘기』(思春期) 곤도 마사요시(近藤昌良)·촬영 가사쿠라 출판사(笠倉出版社) 1982년 9월(롤리타 사진 문고(ロリータ写真文庫))
- 『작은 연인』(小さな恋人) 가사쿠라 출판사(笠倉出版社) 1982년 9월(롤리타 사진 문고(ロリータ写真文庫))
- 『물가에서…』(渚にて…) 이로카타치 미쓰사토(色形光悟)·촬영 가사쿠라 출판사(笠倉出版社) 1982년 9월(롤리타 사진 문고(ロリータ写真文庫))
- 『요정 이야기』(妖精物語) P. 모란（패트릭 모란)·촬영 가사쿠라 출판사(笠倉出版社) 1982년 9월(롤리타 사진 문고(ロリータ写真文庫))

#### 옴니버스 등
- 호화판 '롤리타 MY LOVE'(ロリータ MY LOVE) SM 매니아(SMマニア) 6월호 증간 미와 출판(三和出版) 1983년 6월 15일 발행
- 『LOLITA Part2』 도시토세이카쓰샤(都市と生活社) 1982년(쇼와 57년) 6월 1일 초판 발행

### 내용주
1. ↑  우메하라 류자부로(梅原龍三郎)의 손녀로 여겨진다. 단, 1972년 연속 TV 드라마 '보라색 심중'(むらさき心中) 출연 때 그녀를 소개한 신문 기사에서는 '구로다 다에'(黒田多絵)라는 이름으로 기록됐고, 우메하라의 성이나 우메하라 류자부로에 대한 것은 나와있지 않으며, '본명과 같다', '쇼와 31년(1956년) 11월, 도쿄도 출신'이라고 적혀있다. 이 기사에서는 이 드라마 출연 시점에 중학교 3학년, 소녀 누드 사진집의 모델로 화제가 된 뒤, 도에이 아동 극단(東映児童劇団)에 들어가, '보라색 심중'(むらさき心中)이 첫 TV 드라마 출연이라고 소개됐다. 이 신문 기사 이외에도 여러 주간지가 이 드라마 출연을 거론했다.
2. ↑  사진은 흑백 주체이고, 글은 다카미네 히데코이다. 해당 책은 1970년에 『12세의 신화』(12歳の神話)(노벨 쇼보(ノーベル書房)), 1977년 8월에 『에우로페 12세의 신화』(エウロペ　12歳の神話)(브론즈샤(ブロンズ社))로 이름을 바꿔 재판되었고, 또 1978년 12월에는 속편이 출판되었다.
3. ↑  1983년 미사용 컷을 더해 『빛 속의 소녀』(光の中の少女)라고 이치반칸쇼보(壱番館書房)에서 재판됐다.
4. ↑  오가미는 그 후 누드가 없는 일반적인 모델로 활동했다.[10]
5. ↑  1982년에는 야마키 『LITTLE PRETENDERS　Forever』가 출판됐다.

## 참고 문헌
- 시가키 유지(志垣雄二) (1985년 10월 1일). “비닐 잡지 뒷잡지 라이브러리(ビニ本ウラ本ライブラリー)”. 《애플 통신(アップル通信)》 (미와 출판(三和出版)). 1985년 10월호: 67-84.
- 『다카라지마 30』(宝島30) 1994년 9월호, 다카라지마샤(宝島社), 1994년 9월 8일.
  - 아오야마 마사아키(青山正明); 시미즈 가즈오(志水一夫); 사이다 이시야(斉田石也). “수험과 여권과 롤리타 문화(受験と女権とロリータ文化)”. 《다카라지마 30(宝島30)》. 1994년 9월호: 138-145.
  - 아오야마 마사아키(青山正明). “롤리타를 둘러싼 모험(ロリータをめぐる冒険)”. 《다카라지마 30(宝島30)》. 1994년 9월호: 164-168.
- 다카쓰키 야스시(高月靖) (2009년 10월 26일). 《로리콘 일본의 소녀 기호자들과 그 세계(ロリコン日本の少女嗜好者たちとその世界)》. 바질리코(バジリコ). ISBN 978-4-86238-151-4.

## 같이 보기
- 로리콘
- 로리타 비디오
- 아라키 노부요시